# Fernandocrambus minima
Fernandocrambus minima là một loài bướm đêm trong họ Crambidae.